# Número de revisión
El término número de revisión o nivel de revisión en el contexto de la arquitectura de los procesadores o un circuito integrado es un número de versión asignado a la fotomáscara litográfica o las máscaras dentro de un conjunto de placas que generan el patrón que se usará para la creación de un circuito integrado.
El nombre en inglés, stepping level, se origina del nombre de los equipos que exponen el material fotorresistivo a la luz, llamados steppers —conocidos como escáneres en español—. Los circuitos integrados poseen dos tipos principales de conjuntos de máscaras: las capas base que se utilizan para crear las estructuras que conforman la lógica de los transistores; y las capas metálicas que conectan toda la lógica entre sí.
Normalmente, cuando un fabricante como AMD o Intel invierten dinero en una revisión —entiéndase por ello como una revisión de las máscaras—, lo hacen porque han encontrado algún fallo en la lógica, han realizado mejoras en el diseño del chip que permiten que funcione más rápido, han encontrado una forma de aumentar la producción o mejorar las frecuencias —crear transistores más rápidos y por tanto CPU más potentes—, mejorar la detección de circuitos erróneos, o reducir el tiempo que lleva probar los chips y por tanto reducir el coste de esta parte de la producción.
Muchos circuitos integrados poseen alguna forma de preguntarles sobre su número de revisión. Por ejemplo, en los procesadores x86, al ejecutar CPUID con el registro EAX puesto al valor '1' hará que se modifiquen otros registros para mostrar el valor de revisión del procesador.
Los identificadores de revisión suelen ser una letra alfabética seguida por un número,  por ejemplo B2. Normalmente, la letra indica el nivel de revisión de las capas base de un chip, y el número designa el nivel de revisión de las capas metálicas. Un cambio en la letra implica un cambio en ambos tipos de máscara —las capas base y metálicas—, mientras que un cambio de número solo denota una revisión de la máscara de la capa metálica.
Los cambios en las capas base llevan mucho más tiempo y son más costosas para el fabricante, pero algunas modificaciones son difíciles o imposibles de realizar con cambios solo a las interconexiones del circuito integrado